# Phelpsia inornata
Phelpsia inornata е вид птица от семейство Тиранови (Tyrannidae), единствен представител на род Phelpsia.

## Разпространение и местообитание
Видът е разпространен в Колумбия и Венецуела.
Естествените му местообитания са субтропичните и тропически влажни низини и гори.